# 강애심
강애심(康愛心, 姜愛心, 1963년 2월 28일 ~ )은 대한민국의 배우인데, 1981년 연극으로 처음 데뷔 후, 1986년 뮤지컬로 데뷔하였다.

## 출연 작품

### 연극 및 뮤지컬
- 2019년~2020년 3월 《꽃의 비밀》
- 2019년 《테라피》
- 2019년 《감옥에 가기로한 메르타할머니》
- 2019년 《일상의 광기에 대한 이야기》
- 2019년 《이카이노의 눈》
- 2018년 《타클라마칸》
- 2018년 낭독극 《배종옥, 부득이한》
- 2018년 《두 번째 시간》
- 2018년 《일상의 광기에 대한 이야기》
- 2018년 《타클라마칸》
- 2018년 《냉면》
- 2018년 《툇마루가 있는 집》
- 2018년 《빨간시》
- 2018년 《당신은 지금 바비레따에 살고 있군요》
- 2018년 《가벼운 스님들》
- 2017년 《비명자들2》
- 2017년 《제향날》
- 2017년 《당신은 지금 바비레따에 살고 있군요》
- 2017년 《일상의 광기에 대한 이야기》
- 2017년 《생각은 자유》
- 2017년 《툇마루가 있는 집》
- 2016년 뮤지컬 《새로워진 넌센스》
- 2016년 《크레센도 궁전》
- 2016년 《밥》
- 2016년 《선물》
- 2016년 국립 작가의 방 낭독극장 《침입》 구자혜 작
- 2016년 《빨간시》
- 2015년 《소년B가 사는 집》
- 2015년 《달팽이의 별》
- 2015년 《베르나르다 알바의 집》
- 2015년 《육쌍둥이》
- 2015년 《나무위의 군대》
- 2014년 《고독청소부》
- 2014년 《소년 B가 사는 집》
- 2012년 《넙죽이》
- 2012년 《부엉이는 어떻게 우는가》
- 2012년 박완서 《배우가 다시 읽다》
- 2012년 《878미터의 봄》
- 2012년 《헤다 가블러》
- 2011년 《살》
- 2011년 박완서 《배우가 다시 읽다》
- 2011년 《빨간시》
- 2010년 《꿈의커피》 가배두림과 함께하는 배우가 읽어주는 소설
- 2010년 《신 짜오 안녕 베트남 신부》
- 2009년 《꿈꾸는 가족연극》
- 2009년 《다윈의 거북이》
- 2008년 《마술피리》
- 2008년 뮤지컬 《줌데렐라》
- 2006년 뮤지컬 《갓바위》
- 2006년 《쉬어매드니스》
- 2005년 뮤지컬 넌센스 《잼보리》

### 영화
- 2025년 《84제곱미터》 - 남해주 역
- 2024년 《딸에 대하여》 - 최 여사 역
- 2023년 《너와 나》 - 할머니 역
- 2023년 《오픈 더 도어》 - 치훈 모 역
- 2023년 《귀공자》 - 강애심 어머니 역
- 2023년 《리바운드》 - 교장 사모 역
- 2021년 《수필러브》
- 2019년 《뒤로 걷기》
- 2019년 《소피스트 학원》
- 2019년 《관계의 가나다에 있는 우리는》

### 이인의 감독의 독립장편
- 2019년 《82년생 김지영》
- 2019년 《우리는 서로에게》 김다솜감독  한예종영상원 졸업영화제
- 2018년 《욕창》 심혜정감독 독립장편
- 2018년 《엄마와 포포와 나》 류동길

### 한예종영상원 졸업영화제
- 2017년 《다른 길이 있다》 조창호
- 2016년 《성북동 막걸리》 충무로

### 뮤지컬영화제
- 2016년 《4등》 정지우
- 2014년 《당신》 임영훈
- 2010년 《비밀애》
- 2008년 《슈퍼맨이었던 사나이》
- 2007년 《어머니는 죽지 않는다》 하명중
- 2006년 《올드미스다이어리》

### 드라마
- 2018년 OCN 《보이스 2》 ... 의사 역
- 2019년 JTBC 《루왁인간》
- 2019년 KBS 《생일편지》
- 2019년 JTBC 《멜로가 체질》
- 2019년 OCN 《보이스 3》
- 2019년 JTBC 《아름다운 세상》
- 2020년 OCN 《본 대로 말하라》
- 2020년 JTBC 《검사내전》 … 명주의 어머니 역
- 2020년 KBS 《동백꽃 필 무렵》
- 2021년 tvN 《배드 앤 크레이지》 ... 서승숙 역
- 2021년 KBS2 《드라마 스페셜 - 보통의 재화》 ... 최경미 역
- 2021년 JTBC 《너를 닮은 사람》 ... 옥수 역
- 2021년 Netflix 《무브 투 헤븐: 나는 유품정리사입니다》 ... 이미선 역
- 2021년 카카오TV 《며느라기》 ... 사린이 엄마 역
- 2022년 ENA 《이상한 변호사 우영우》 ... 최영란 역 (특별출연)
- 2023년 JTBC 《신성한, 이혼》 ... 조민정의 어머니 역
- 2023년 ENA 《사랑한다고 말해줘》 … 진우가 있던 보육원의 원장 수녀 역
- 2024년 JTBC 《끝내주는 해결사》 ... 박정숙 역
- 2024년 MBC 《원더풀 월드》 ... 장형자 역
- 2024년 JTBC 《비밀은 없어》 … 나유정 역
- 2024년 JTBC 《정숙한 세일즈》 … 이복순 역
- 2024년 Netflix 《오징어 게임 2》 … 장금자 역
- 2025년 MBC 《노무사 노무진》 … 김영숙 역
- 2025년 tvN 《첫, 사랑을 위하여》 … 미미할매 역

## 수상 내역
- 2018년 서울연극제 연기상 《툇마루가 있는 집》
- 2018년 서울연극인대상 연기상 《2017 애국가 - 함께함에 대한 하나의 공식》
- 2014년 대한민국 연극대상 연기상 《빨간시》
- 2009년 대한민국 연극대상 연기상 《다윈의 거북이》
- 2009년 김동훈 연극상 《다윈의 거북이》
- 2002년 ASSITEJ KOREA 연기상 《오래 된 약속》
- 1997년 ASSITEJ KOREA 연출상 《꼬깨비와 바보도둑》
- 1994년 동아연극상 연기상 《귀천》
- 1991년 사랑연극제 어린이 뮤지컬 연기상 《토끼와 자라》
- 1991년 사랑연극제 연기상 《로미오와 줄리엣》
- 1990년 백상예술대상 신인연기상 《칠산리》